# Chavarriella promontoria
Chavarriella promontoria là một loài bướm đêm trong họ Geometridae.